# Earle (Familienname)
Earle ist ein ursprünglich angelsächsischer Familienname.

## Herkunft und Bedeutung
Earle ist ein Übername, der auf das mittelenglische eorl zurückgeht. Ursprünglich beschrieb das Wort den Ältesten oder Weisen des Dorfes, mit der Zeit bedeutete der Name Führer oder Herrscher und schließlich wurde er im Mittelalter zur Bezeichnung eines Adligen von höchstem Rang verwendet.

## Varianten
- Earl

## Namensträger
- Augustus Earle (1793–1838), englischer Maler
- Caleb Earle (1771–1851), US-amerikanischer Politiker
- Clifford Earle (1935–2017), US-amerikanischer Mathematiker
- Edward Earle (1882–1972), kanadisch-US-amerikanischer Schauspieler.
- Elias Earle (1762–1823), US-amerikanischer Politiker
- Eyvind Earle (1916–2000), US-amerikanischer Illustrator und Designer
- Franklin Sumner Earle (1856–1929), US-amerikanischer Pilzkundler
- George Howard Earle (1890–1974), US-amerikanischer Politiker
- Jack Earle (1906–1952), US-amerikanischer Schauspieler
- John Earle (Bischof) (1601–1665), Bischof von Worcester und Salisbury
- John Earle (Politiker) (1865–1932), australischer Politiker
- John Earle (Footballspieler) (* 1968), US-amerikanischer American-Football-Spieler
- John B. Earle (1766–1836), US-amerikanischer Politiker
- John J. Earle (1824–1903), britischer Historiker
- Joseph H. Earle (1847–1897), US-amerikanischer Politiker
- Justin Townes Earle (1982–2020), US-amerikanischer Countrysänger und Songtexter
- Mary Earle (1929–2021), neuseeländische Lebensmittelchemikerin
- Nathan Earle (* 1988), australischer Radrennfahrer
- Otis Earle (* 1992), englischer Fußballspieler
- Ralph Earle (1751–1801), US-amerikanischer Maler, siehe Ralph Earl
- Robbie Earle (* 1965), jamaikanischer Fußballspieler
- Samuel Earle (1760–1833), US-amerikanischer Politiker
- Samuel Broadus Earle (1878–1978), US-amerikanischer Maschinenbauingenieur
- Steve Earle (Rennfahrer) (* 1952), US-amerikanischer Autorennfahrer
- Steve Earle (* 1955), US-amerikanischer Countrysänger und Songwriter
- Sylvia Earle (* 1935), US-amerikanische Ozeanographin
- Timothy Earle (* 1948), US-amerikanischer Anthropologe
- Victoria Earle Matthews (1861–1907), US-amerikanische Schriftstellerin, Essayistin, Journalistin und Aktivistin
- W. Hubert Earle (1906–1984), US-amerikanischer Botaniker